# Рочиця
Рочиця (словен. Ročica) — поселення в общині Песниця, Подравський регіон‎, Словенія.